# 로테 페데르
로테 페데르(Lotte Feder, 1965년 10월 22일 ~ )는 덴마크의 가수이다. 유로비전 송 콘테스트 1992에서 케니 뤼브케와 함께 덴마크 대표로 참가했다.